# Viguen

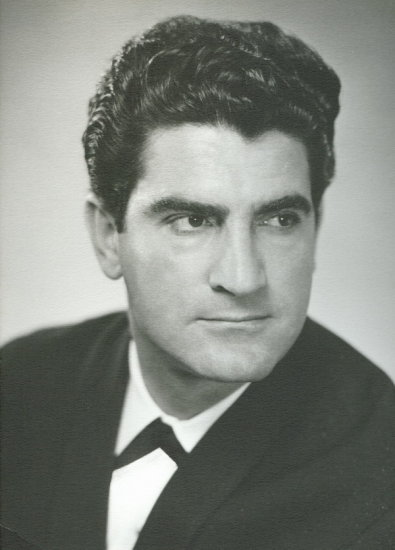

Viguen (geboren Vigen Terterian) was een Iraanse popzanger en acteur. Hij was bekend in het hele Nabije Oosten en werd de "Koning van de Iraanse pop" en de "Sultan van de Jazz" genoemd. Hij was een etnische Armeniër en zong zowel in het Perzisch als in het Armeens.
- International Standard Name Identifier: 0000 0000 4447 5439
- Library of Congress Control Number: no2006121269
- MusicBrainz: 770928cc-50db-4ed9-9d51-688e2f55c7bc
- Nationale Bibliotheek van Israël: 987007494027905171
- Virtual International Authority File: 61309774